# 布勒哈夫迪爾

35°29′19″N 8°04′18″E / 35.4885°N 8.0717°E
布勒哈夫迪爾（阿拉伯语：‎），是阿爾及利亞的城鎮，位於該國東北部泰貝薩省，由奎夫區負責管轄，面積168平方公里，2008年人口4,741，人口密度每平方公里28人。